# Vernham Dean
Vernham Dean – wieś w Anglii, w hrabstwie Hampshire, w dystrykcie Test Valley. Leży 28 km na północ od miasta Winchester i 100 km na zachód od Londynu.